# Dendrobium torricellense
Dendrobium torricellense är en orkidéart som beskrevs av Rudolf Schlechter. Dendrobium torricellense ingår i släktet Dendrobium, och familjen orkidéer. Inga underarter finns listade i Catalogue of Life.